# Estefania Heidemanns
Estefania Heidemanns (* 28. Juli 1979 als Stefanie Ingrid Küster in Asunción, Paraguay) ist eine deutsche Tänzerin und Unternehmerin.

## Leben und Karriere
Küster wuchs in Paraguay auf. Sie hat fünf Geschwister. Nachdem sich ihr Vater von ihrer Mutter getrennt hatte, zog Küster 1986 im Alter von sieben Jahren mit ihrem Vater und ihren Geschwistern ohne jegliche Deutschkenntnisse nach Hamburg. Während ihrer Schulzeit in Deutschland absolvierte sie eine Tanzausbildung und erwarb die Fachhochschulreife an einem Wirtschaftsgymnasium. Parallel betätigte sie sich für einige Modekataloge als Model.
Von März 2001 bis August 2006 wurde sie als Lebensgefährtin des Musikproduzenten Dieter Bohlen bekannt, mit dem sie einen gemeinsamen Sohn hat. Sie war in der Dezember-Ausgabe 2001 des Playboy zu sehen und trat als Tänzerin in über vierzig Musikvideos auf, darunter auch in dem Video zu Türlich, türlich (sicher, Dicker) des Hamburger Rappers Das Bo.
Nach ihrer Trennung von Bohlen war sie in der ab Herbst 2006 gelaufenen Fernsehsendung You Can Dance! als Backstage-Reporterin tätig. Im Februar 2007 lief auf kabel eins die Sendung Der Comedy-Flüsterer, in der Küster als Prominente durch einen Knopf im Ohr von Mike Krüger ferngesteuert wurde. 2011 war sie unter anderem mit Miriam Pielhau in Freundinnen – Mädelsabend mit Biss auf Sixx zu sehen. Im August 2011 spielte sie bei den Zwingerfestspielen eine Tänzerin im Stück Die Mätresse des Königs. Von 2007 bis 2012 führte sie eine Beziehung mit dem Gastronomen Pino Persico.
2012 erwirkte sie vor Gericht, dass ihr ehemaliger Lebensgefährte Bohlen deutlich mehr Unterhalt für den gemeinsamen Sohn zahlen muss. Im Juli 2013 heiratete sie in Hamburg den Fernsehproduzenten Markus Heidemanns. Eine kirchliche Trauung folgte im Juni 2014 auf Mallorca. 2013 brachte Estefania Küster einen Sohn und 2015 eine Tochter zur Welt.